# Хомутинці
Хому́тинці (в минулому — Кашперівка) — село в Україні, у Калинівській міській громаді Хмільницького району Вінницької області. У селі проживає 670 осіб.

## Історія
Станом на 1885 рік у колишньому власницькому селі Калинівської волості Вінницького повіту Подільської губернії мешкало 644 особи, налічувалось 103 дворових господарства, існували православна церква та постоялий будинок.
1892 в селі існувало 118 дворове господарство, проживало 950 мешканців.
За переписом 1897 року кількість мешканців зросла до 1054 осіб (522 чоловічої статі та 532 — жіночої), з яких 1000 — православної віри.
12 червня 2020 року, відповідно до Розпорядження Кабінету Міністрів України № 707-р, «Про визначення адміністративних центрів та затвердження територій територіальних громад Вінницької області», увійшло до складу Калинівської міської громади.
19 липня 2020 року, в результаті адміністративно-територіальної реформи і ліквідації Калинівського району, село увійшло до складу новоутвореного Хмільницького району.

## Відомі люди
Батьківщина українського поета-класика Степана Руданського (1834–1873). Літературний музей та пам'ятник поету.
В селі проживала з кінця 40-х років — Юлія Всеволодівна Грош, завдяки подвижницькій діяльності якої створено в січні 1959 року відкрито музей Степана Васильовича Руданського. Працювала Грош завідувачем сільської бібліотеки, була головою місцевої жіночої ради, виховала четверо дітей, була завідувачем музею Руданського. Померла у 2013 році.
Проживає в селі і Андрій Сергійович Морозюк, ініціатор заснування єдиного в Європі ботанічного саду на промисловій території (Криворізький ботанічний сад НАН України), лауреат численних державних нагород, в тому числі був нагороджений орденом за заслуги у містобудуванні у 2005 році. Після виходу на пенсію, Морозюк А. С. був автором проектів та ініціатором газифікації декількох сіл Калинівського району.

## Музей Степана Руданського
На даний момент завідувачем музею є Мудрик Оксана Петрівна — раніше працювала учителем початкових класів у Хомутинецькій школі. Тепер є головою села.
Кожного року до музею Руданського приїжає від 400 до 700 туристів та справжніх поціновувачів літературної спадщини поета.